# 东京糖衣巧克力
《东京糖衣巧克力》（日语：東京マーブルチョコレート），是Production I.G为了纪念公司创立20周年，而和日本BMG唱片公司携手推出的爱情动画作品。获选为2008年第十二屆日本新媒体动漫艺术节动画部门推荐的作品。

## 登場人物
千鶴
配音員：水樹奈奈
「期待再見面」篇主角。悠大的戀人，於咖啡廳打工。
悠大
配音員：櫻井孝宏
「全力少年」篇主角。千鶴的戀人，心地善良但有氣無力。
迷你機器人（ミニロバ）
配音員：岩田光央
美季
配音員：井上麻里奈
悠大的前女友。
山田
配音員：中村悠一
意外地撿到千鶴手機的少年。
高田前輩（高田先輩）
配音員：SEAMO
「期待再見面」篇登場。千鶴的咖啡廳前輩。
拓也&新太（タクヤ&シンタ）
配音員：岩田光央（兩者皆是）
「全力少年」篇登場。兩者皆為街角旁寵物店的小店員。

## 工作人员
- 原作：Production I.G
- 導演：盐谷直义
- 腳本：尾崎將也
- 人物設定：谷川史子
- 副人物設定：淺野恭司
- 美術監督：小林七郎（小林プロダクション）
- 色彩設計：
- 特殊效果：村上正博
- 攝影監督：石黑晴嗣
- 3DCGI：佐藤敦
- 剪輯：濱宇津妙子
- 音樂：柳川剛
- 製作：

## 主题曲
- 《择日再相逢（マタアイマショウ）》

演唱：SEAMO
- 《全力少年》

演唱：Sukima Switch